# Jens-Kristian Sørensen
Jens-Kristian Sørensen (Aalborg, 21 marzo 1987) è un ex calciatore danese, di ruolo difensore o centrocampista.

## Carriera
Gioca dal 2005 al 2011 con l'Aalborg BK, la squadra della sua città. Nella stagione 2007-2008 vince il campionato danese.
Il 10 dicembre 2008 debutta in Champions League all'Old Trafford entrando in campo al 76' della partita tra Manchester United e Aalborg BK terminata sul risultato di 2-2.
Nel 2011 passa al Viborg e nel 2013 si trasferisce al Vendsyssel FF.

## Palmarès

### Club

#### Competizioni nazionali
- Campionato danese: 1

Aalborg BK: 2007-2008